# ساختمان‌های ترینیتی و املاک ایالات متحده آمریکا
ساختمان‌های ترینیتی و املاک ایالات متحده آمریکا (انگلیسی: Trinity and United States Realty Buildings) دو ساختمان در خیابان برادوی، منهتن، نیویورک است.
این ساختمان‌ها که در سال‌های ۱۹۰۵:۱ و ۱۹۰۷:۱ ساخته شده‌اند دارای ۲۲ طبقه و ۹۴ متر ارتفاع می‌باشند.

## نگارخانه

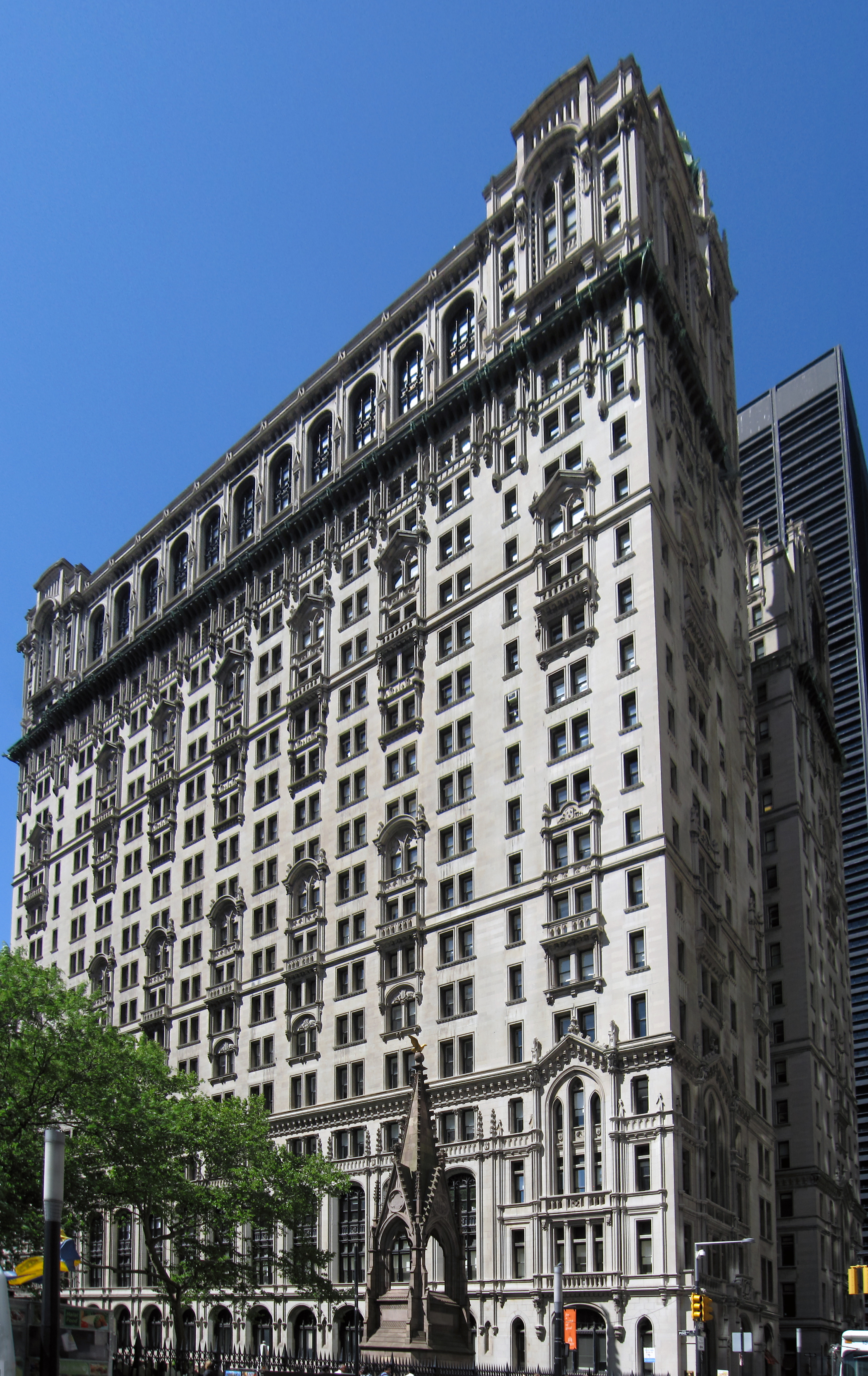
ساختمان ترینیتی
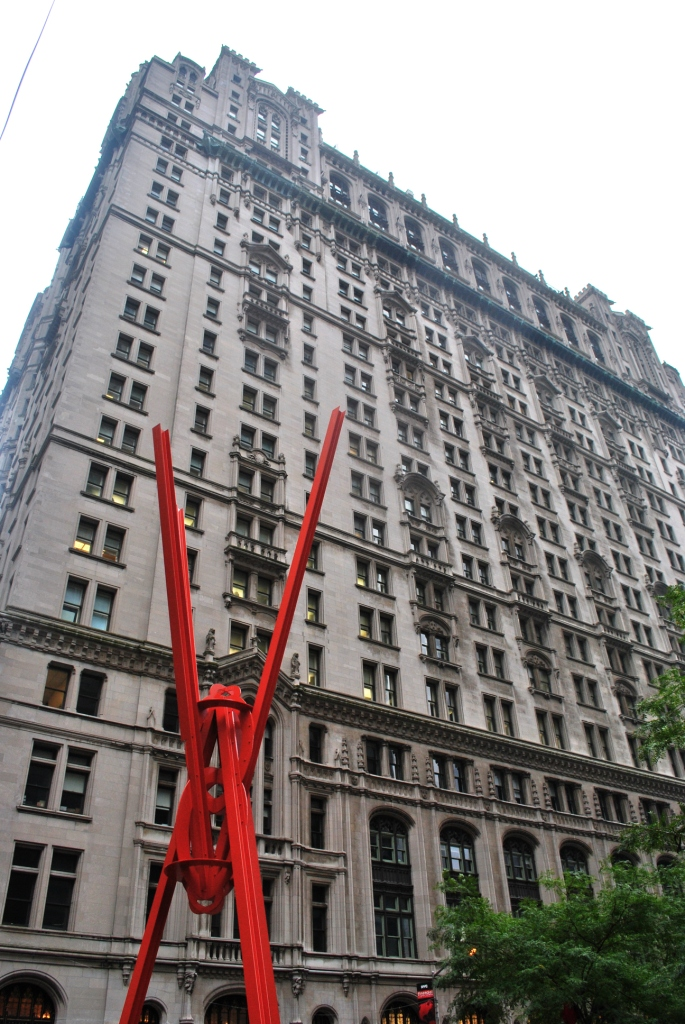
ساختمان املاک ایالات متحده آمریکا
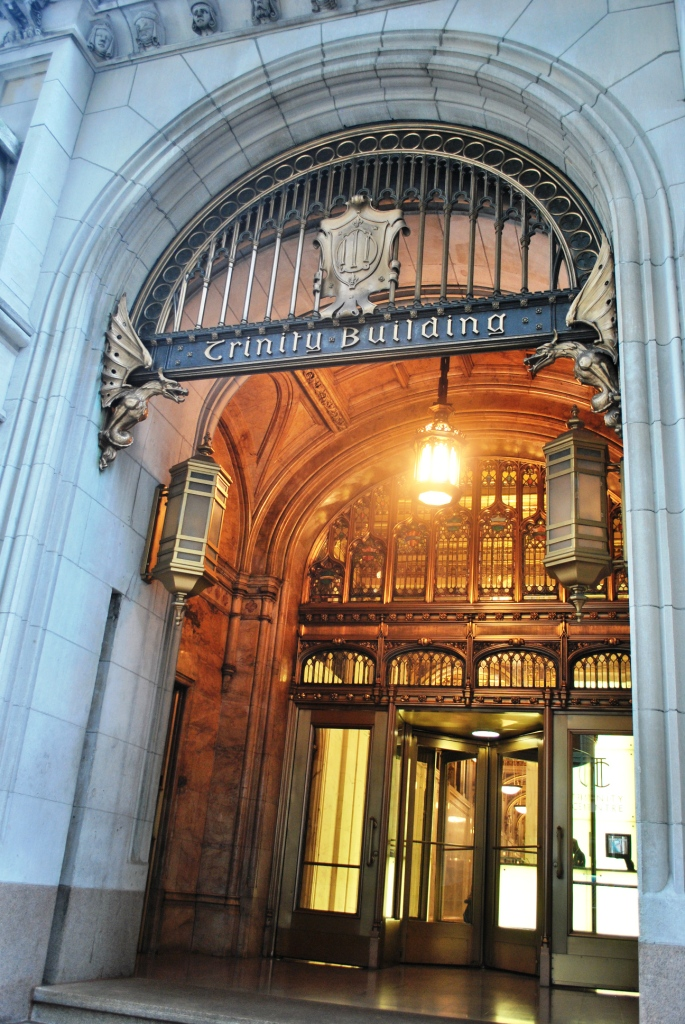
ورودی ساختمان ترینیتی
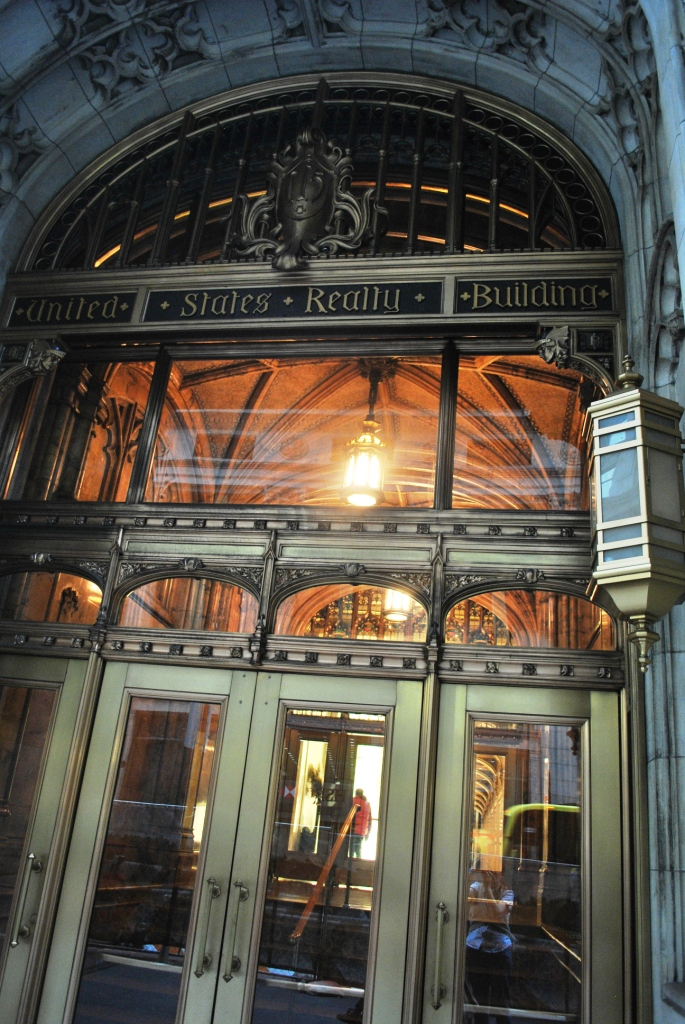
ورودی ساختمان املاک ایالات متحده آمریکا